# NHK松山放送局
NHK松山放送局（エヌエイチケイまつやまほうそうきょく）は、愛媛県を放送対象地域とする日本放送協会（NHK）の地域放送局。また四国地方全域を管轄するNHKの放送局である。

## 概要
愛媛県内向けの放送のほか、四国地方の拠点局として四国内各放送局を統括している。なお、ラジオ第2放送は山口県の屋代島（周防大島）、徳島県三好市なども放送エリアに含まれる。
1941年の開局当初の呼出符号（コールサイン）はJOVGだったが、1945年1月1日に中央放送局に昇格し、その後1948年に呼出符号はJOZK及びJOZBに変更された。
NHKが拠点局を中心に全国各地に配備している取材用ヘリコプターについて、四国管内では拠点局である松山局ではなく、香川県の高松局に配備されており、NHKの地域拠点局において唯一、取材ヘリコプターが配備されていない。

## 組織
2023年（令和5年）4月1日より、拠点局・地方局関係なく、部制度からセンター制（一時的に採用実績有）に見直され、旧放送部などの部門については各センターの下に置かれた。ただし、四国地方は規模が小さいため、他の拠点局（3センター制）とは異なり、地方局と同様、2センター制となっている。
コンテンツセンター
四国地方の各放送局統括管理部門
アナウンス（旧：放送部）、番組制作・技術など現業部門
経営管理企画センター
営業（旧：営業推進部営業センター）、広報など対視聴者部門

## 沿革
- 1941年（昭和16年）3月9日 - 社団法人日本放送協会松山放送局開局、放送開始（中波、呼出符号：JOVG）[3]。
- 1943年（昭和18年）12月1日 - 大阪中央放送局松山分室（四国4県管轄）設置。
- 1945年（昭和20年）1月1日 - 松山分室、中央放送局（松山中央放送局）に昇格[3]。
- 1946年（昭和21年）9月1日 - ラジオ第2放送開始（呼出符号：JOVG）[3]。
- 1948年（昭和23年）7月1日 - ラジオ第1放送の呼出符号：JOZK、第2放送の呼出符号：JOZBに変更[3]。
- 1950年（昭和25年）6月1日 - 放送法施行に伴い社団法人日本放送協会が解散。特殊法人としての日本放送協会が設立され一切の権利義務を継承[3]。
- 1957年（昭和32年）5月29日 - 総合テレビ放送開始（呼出符号：JOZK-TV）[3]。
- 1962年（昭和37年）
  - 6月1日 - 教育テレビ放送開始（呼出符号：JOZB-TV）[3]。
  - 12月2日 - FM放送の実験放送を開始（呼出符号：JOZK-FMX）。
- 1964年（昭和39年）
  - 4月6日 - FMステレオ放送の実験放送を開始[4]。ステレオ番組のみ、東京からのテープパッケージによる再生での放送を開始。
  - 10月1日 - 総合テレビのカラー放送を開始[3][5]。
- 1966年（昭和41年）3月20日 - 教育テレビのカラー放送を開始[6]。
- 1967年（昭和42年）11月30日 - NHK松山放送局放送会館新築落成（現在の局舎）[3]。
- 1969年（昭和44年）
  - 3月1日 - FM本放送開始（呼出符号：JOZK-FM）[3]。
  - 12月25日 - ローカルニュースのカラー放送を開始[3]。これに伴い、ローカルのカラーフィルムによる報道取材を開始。
- 1971年（昭和46年）7月10日 - 松山中央放送局が、NHK四国本部に改称[3]。
- 1979年（昭和54年）12月24日 - FMステレオ放送用のPCM回線を導入。これに伴いステレオ番組のテープパッケージによる送出を終了[7]。
- 1981年（昭和56年）8月8日 - 総合テレビの音声多重放送を開始（愛媛県初）。
- 1990年（平成2年）12月24日 - 教育テレビの音声多重放送を開始[8]。
- 2006年（平成18年）
  - 6月21日 - 県内4つの民放と同時に地上デジタル放送の試験放送開始。
  - 10月1日 - 地上デジタル放送開始[3]。
- 2009年（平成21年）5月1日 - 遠藤景子が、事実上初の女性拠点局長として着任。
- 2011年（平成23年）7月24日 - テレビの地上アナログ放送終了（翌日午前0時完全停波）。テレビは完全に地上デジタル放送へ移行する[3]。
- 2015年（平成27年）11月 - 15時台のニュースと『えひめ845』において、四国で初のリアルタイム字幕放送を運用開始[9]。
- 2016年（平成28年）9月1日 - 『NHKネットラジオ らじる★らじる』の同時配信を開始[注釈 3]。
- 2017年（平成29年）10月2日 - 民放ラジオポータルサイト『radiko』の第1次実験配信（一部地域限定）を、2018年（平成30年）3月30日まで実施[10]。
- 2018年（平成30年）4月12日 - 『radiko』の第2次実験配信（全国規模）を開始[11]。
- 2019年（令和元年）6月14日 - 組織改正により松山拠点放送局に改称[12][13]。
- 2021年（令和3年）3月3日 - NHKプラスで地域向けのテレビ番組の見逃し配信が開始[14]。
- 2022年（令和4年）4月1日 - 名称を松山放送局に戻した[15]。
- 2023年（令和5年）4月1日 - 令和改革により、部制（放送部・営業推進部等）からセンター制に見直され、コンテンツセンター、経営管理企画センターへ再編された。

## 主なチャンネル・周波数

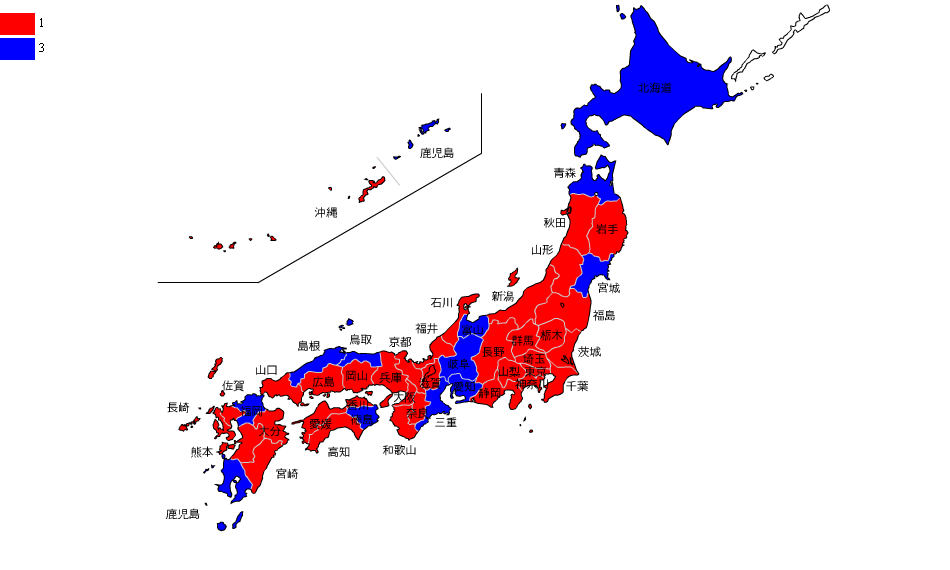
NHK総合のリモコンキーID

- 太字は親局、それ以外は全て中継局。

※コールサインは総合系統がJOZK、教育系統がJOZB。

### デジタルテレビ
- NHKの地方拠点局で唯一、出力が1kWとなっている。
- 局所規模が大規模及び重要となっている場所のみを抜粋。
- ch番号の前にVが付いた局は垂直偏波。

#### 総合テレビ
リモコンキーID：1
- 松山 16ch JOZK-DTV 1 kW（行道山）
- 新居浜 41ch 300W（金子山）
- 川之江 16ch 10W（近見山）
- 今治 41ch 10W（近見山）
- 宇和島 19ch 50W（泉が森）
- 中山 24ch 3W（秦皇山）
- 宇和石城 15ch 1W（小泉山）
- 八幡浜 41ch 20W（権現山※）
- 新八幡浜 59ch 10W（権現山※）
- 松山北条 V16ch 1W（鹿島山）
- 大洲 15ch 10W（高山寺山）
- 内子 16ch 3W（高森山）
- 南宇和 32ch 10W
- 伊予由良 V30ch 1W
- 宇和 30ch 1W
- 大三島 V25ch 3W
- 野村 15ch 1W（金剛岩）
- 久万 16ch 3W
- 美川 25ch 3W
- 菊間 16ch 10W
- 川内 15ch 1W（塩ヶ森）
- 三瓶 37ch 0.3W
- 小田 41ch 3W
- 伊予吉田 30ch 1W（大平山）
- 津島 55ch 1W
- 吉海 16ch 0.3W（本庄山）
- 城辺深浦 30ch 1W（敦盛山）
- 西海 30ch 1W（石鍵山）

#### 教育テレビ
リモコンキーID：2
- 松山 13ch JOZB-DTV 1 kW（行道山）
- 新居浜 39ch 300W（金子山）
- 川之江 22ch 10W（近見山）
- 今治 39ch 10W（近見山）
- 宇和島 13ch 50W（泉が森）
- 中山 13ch 3W（秦皇山）
- 宇和石城 13ch 1W（小泉山）
- 八幡浜 56ch 20W（権現山※）
- 新八幡浜 39ch 10W（権現山※）
- 松山北条 V13ch 1W（鹿島山）
- 大洲 14ch 10W（高山寺山）
- 内子 19ch 3W（高森山）
- 南宇和 31ch 10W
- 伊予由良 V28ch 10W
- 宇和 33ch 1W
- 大三島 V13ch 3W
- 野村 14ch 1W（金剛岩）
- 久万 14ch 3W
- 美川 19ch 3W
- 菊間 13ch 10W
- 川内 14ch 1W（塩ヶ森）
- 三瓶 33ch 0.3W
- 小田 39ch 3W
- 伊予吉田 28ch 1W（大平山）
- 津島 56ch 1W
- 吉海 13ch 0.3W（本庄山）
- 城辺深浦 28ch 1W（敦盛山）
- 西海 28ch 1W（石鍵山）

※ 八幡浜局と新八幡浜局の設置場所はどちらも権現山で同名であるが全く別の山。

### アナログテレビ
（2011年7月24日運用終了）
- 主として他に民放が3社以上置局している場所のみ、それ以外は出力100W以上の大規模局のみを抜粋。

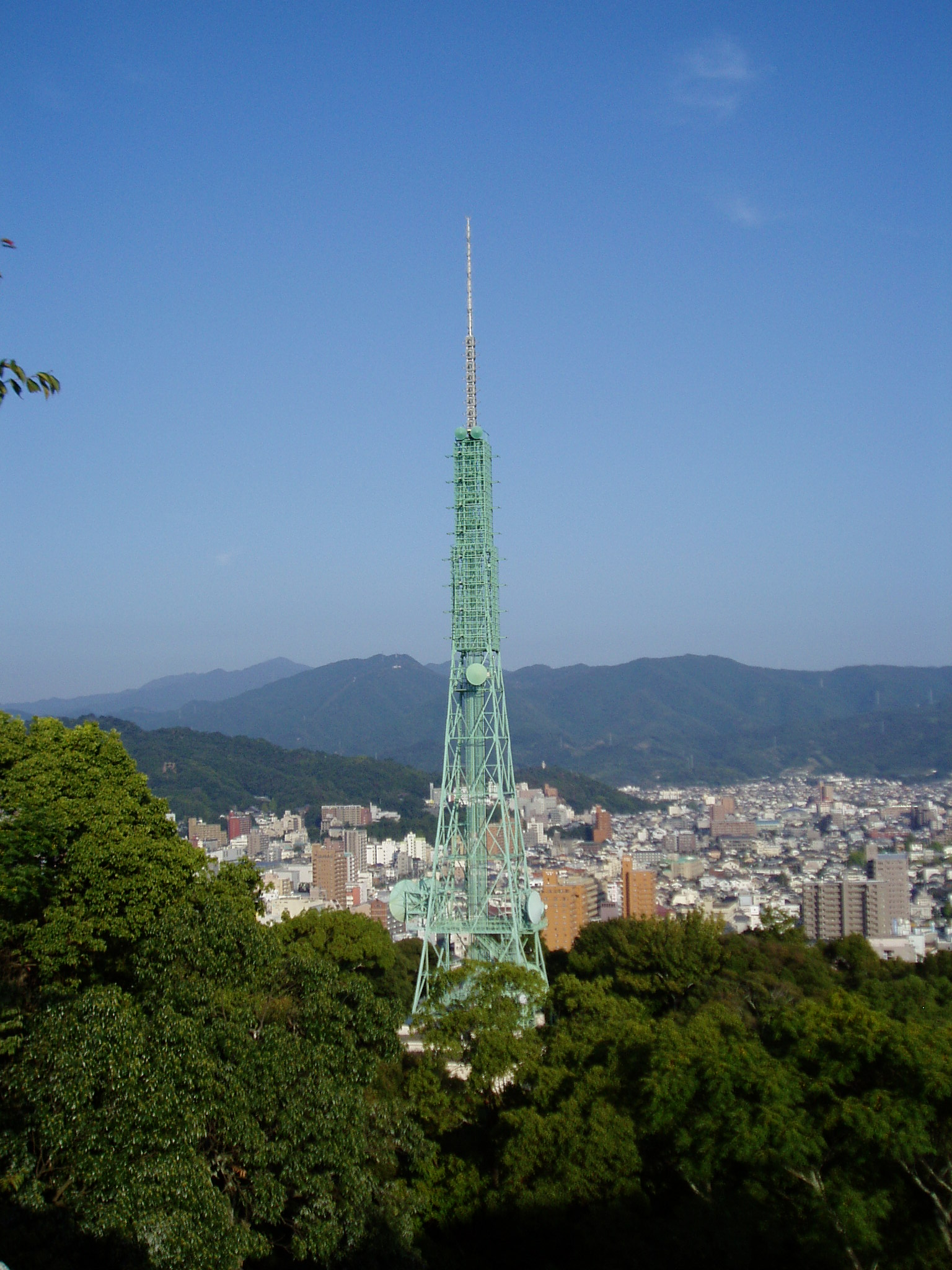
アナログテレビ送信所
松山市・城山送信所

- ch番号の前にVが付いた局は垂直偏波。

#### 総合テレビ
- 松山 6ch JOZK-TV 5 kW（城山）
- 新居浜 2ch 250W（金子山）
- 八幡浜 V8ch 250W（権現山※）
- 宇和島 V6ch 75W（泉が森）
- 大洲 V9ch 30W（高山寺山）
- 南宇和 V9ch 100W
- 菊間 57ch 100W
- 川之江 58ch 30W（近見山）
- 宇和 59ch 10W
- 宇和石城 48ch 10W（小泉山）
- 内子 49ch 30W（高森山）
- 城川 9ch 1W（甲ヶ森）
- 津島 48ch 10W
- 川内 57ch 10W（塩ヶ森）
- 久万 4ch 10W
- 美川 1ch 10W
- 北条 V39ch 10W（鹿島山）
- 中山 40ch 30W（秦皇山）
- 日吉 2ch 1W
- 津島嵐 58ch 0.1W
- 津島塩定 57ch 0.1W
- 松山祝谷 54ch 0.1W
- 宇和正信 57ch 0.1W
- 吉田中ノ浦 V59ch 0.1W
- 久万菅生 46ch 0.1W
- 新八幡浜 17ch 100W（権現山※）
- 保内喜木 42ch 0.1W
- 宇和島高光 54ch 0.1W
- 宇和島保手 55ch 0.1W
- 大洲野佐來 57ch 0.1W
- 吉田立目 52ch 0.1W
- 伊予由良 V51ch 10W
- 岩城小漕 V39ch 0.1W
- 宇和島下高串 44ch 0.1W
- 宇和島保田 48ch 0.1W
- 今治 32ch 100W（近見山）
- 城北 41ch 3W
- 津島横浦 58ch 0.1W

#### 教育テレビ
- 松山 2ch JOZB-TV 5 kW（城山）
- 新居浜 4ch 250W（金子山）
- 八幡浜 V2ch 250W（権現山※）
- 宇和島 V1ch 75W（泉が森）
- 大洲 V1ch 30W（高山寺山）
- 南宇和 V12ch 100W
- 菊間 54ch 100W
- 川之江 55ch 30W（近見山）
- 宇和 56ch 10W
- 宇和石城 45ch 10W（小泉山）
- 内子 46ch 30W（高森山）
- 城川 1ch 1W（甲ヶ森）
- 津島 45ch 10W
- 川内 45ch 10W（塩ヶ森）
- 久万 12ch 10W
- 美川 11ch 10W
- 北条 V41ch 10W（鹿島山）
- 中山 36ch 30W（秦皇山）
- 日吉 12ch 1W
- 津島嵐 58ch 0.1W
- 津島塩定 55ch 0.1W
- 松山祝谷 61ch 0.1W
- 宇和正信 55ch 0.1W
- 吉田中ノ浦 V52ch 0.1W
- 久万菅生 48ch 0.1W
- 新八幡浜 30ch 100W（権現山※）
- 保内喜木 34ch 0.1W
- 宇和島高光 52ch 0.1W
- 宇和島保手 57ch 0.1W
- 大洲野佐來 55ch 0.1W
- 吉田立目 48ch 0.1W
- 伊予由良 V49ch 10W
- 岩城小漕 V41ch 0.1W
- 宇和島下高串 39ch 0.1W
- 宇和島保田 44ch 0.1W
- 今治 30ch 100W（近見山）
- 城北 39ch 3W
- 津島横浦 52ch 0.1W

※ 八幡浜局と新八幡浜局の設置場所はどちらも権現山で同名であるが全く別の山。

### ラジオ
- 出力が他の拠点局よりも極端に低く、ラジオ第1放送とラジオ第2放送に関しては、管轄のNHK高知放送局（=10kW）よりも出力が下回っている。

#### ラジオ第1放送
- 松山 963 kHz JOZK 5 kW
- 宇和島 846 kHz 1 kW
- 宇和島FM補完 93.6 MHz 100W
- 今治 792 kHz 100W
- 新居浜 531 kHz 500W（2010年3月5日まで846kHz 100W）
- 新居浜FM補完 92.6 MHz 100W
- 八幡浜 1368 kHz 100W
- 大洲 792 kHz 100W
- 宇和 1584 kHz 100W
- 城辺 1341 kHz 100W
- 野村 1323 kHz 100W

以下の放送局はNHK広島放送局のもの。
- 広島 1071 kHz 20 kW
- 尾道 999 kHz 1 kW
- 呉 1026 kHz 100W

#### ラジオ第2放送
- 松山 1512 kHz JOZB 5 kW
- 宇和島 1602 kHz 1 kW
- 今治 1476 kHz 100W
- 新居浜 1035 kHz 100W
- 八幡浜 1035 kHz 100W
- 大洲 1476 kHz 100W
- 城辺 1539 kHz 100W
- 池田（徳島県三好市） 1359 kHz 100W

以下の放送局はNHK広島放送局のもの。
- 広島 702 kHz 10 kW
- 尾道 1602 kHz 1 kW
- 呉 1521 kHz 100W

#### FM放送
- 松山 87.7 MHz JOZK-FM 1 kW（城山）
- 新居浜 87.0 MHz 100W
- 八幡浜 V86.5 MHz 100W
- 宇和島 V84.8 MHz 100W
- 大洲 85.9 MHz 30W
- 南宇和 V83.5 MHz 10W
- 城辺深浦 85.4 MHz 10W
- 川之江 84.4 MHz 10W
- 大三島 83.8 MHz 10W
- 久万 86.8 MHz 10W
- 美川 85.5 MHz 10W
- 中山 85.1 MHz 10W
- 小田 88.7 MHz 10W
- 野村 85.6 MHz 10W
- 城川 83.6 MHz 3W
- 菊間 82.2 MHz 3W

## 支局
- 宇和島支局（宇和島市栄町港）
- 新居浜支局（新居浜市一宮町）
- 八幡浜支局（八幡浜市字中央）
- 今治支局（今治市常盤町）

## 情報カメラ設置ポイント
- 松山市
  - NHK松山放送会館
  - 道後温泉街
  - 松山空港
- 今治市
  - 来島海峡大橋
  - 大島・亀老山
- 新居浜市
  - 新居浜支局屋上
- 西条市
  - 石鎚山中腹（石鎚スキー場付近）
- 四国中央市
  - 松山自動車道 三島川之江I.C.付近
- 宇和島市
  - 宇和島市役所（2013年3月、宇和島港湾合同庁舎より移転）
- 愛南町
  - 中浦・NHK南宇和テレビ中継局

## 主な松山局制作番組
2024年4月1日以降。現在の番組の詳細は、公式サイトの番組情報一覧を参照。

### 総合テレビ
太字はNHKプラスの「ご当地プラス」において見逃し配信を実施している番組。
四国ブロック放送
- ニュース・気象情報（四国）
  - 平日：5:56 - 5:59・6:28 - 6:30・6:55 - 7:00・15:07 - 15:10（国会中継時・高校野球期間中は休止）・17:57 - 18:00（大相撲・高校野球期間中は休止）[注釈 4]
  - 土曜日：6:28 - 6:30（気象情報のみ）・6:55 - 7:00・7:30 - 7:35（『ギュッと!四国』休止時のみ）・11:57 - 12:00（気象情報のみ）・12:10 - 12:15（ニュースのみ）・20:55 - 21:00
  - 日曜日：6:55 - 7:00・7:40 - 7:45・11:57 - 12:00（気象情報のみ）・12:10 - 12:15（ニュースのみ）・20:55 - 21:00
  - 祝日（日曜日以外）：6:55 - 6:59・7:25 - 7:30・7:57 - 8:00（気象情報のみ）・11:57 - 12:00（気象情報のみ）・12:10 - 12:15（ニュースのみ）・18:45 - 19:00[注釈 5]・20:55 - 21:00
  - 年末年始：6:56 - 6:59（気象情報のみ）・7:15 - 7:20・11:57 - 12:00（気象情報のみ）・12:10 - 12:15（ニュースのみ）・18:50 - 19:00[注釈 6]・20:55 - 21:00（12月31日を除く）
- おはよう四国（平日 7:45 - 8:00）
- ひるどき四国（月曜日 - 金曜日 11:45 - 12:00[注釈 7]、国会中継時・高校野球期間中は休止）
  - 高知県は金曜日の11:45 - 11:54に限り『ひるどき高知』に差し替え。
- ギュッと!四国（土曜日 7:30 - 8:00、祝日や春の大型連休・8月・年末年始と重なる場合は休止）
- 金曜日 19:30 - 19:55枠（再放送 土曜日 11:15 - 11:40枠。四国ブロック限定）
  - 四国らしんばん
  - 前園真聖 四国推したび[16]
  - ノルノルミシル!
- 随時放送
  - ドキュメント4　
  - 4Koku巡り旅

愛媛県域放送
- ニュース（愛媛）（平日 12:15 - 12:20）
- ひめポン!（平日 18:10 - 19:00）
- ひめポン!845（平日 20:45 - 21:00）
- ひめDON!（金曜日 19:30 - 19:55、月1回程度。再放送 土曜日 11:15 - 11:40枠。）
- ひめポン!645（土曜日・日曜日 18:45 - 19:00[注釈 8]）
- 随時放送
  - 愛媛防災シンポジウム

### Eテレ
全国放送
- 夏井いつきのよみ旅!（不定期金曜日 21:30 - 22:00）
- 俳句甲子園（随時）

### ラジオ第1放送
四国ブロック放送
- 四国を読む（第1日曜日 6:40 - 6:55）
- ホッと!四国（金曜日 17:05 - 17:58）[注釈 9]

愛媛県域放送
- ひめゴジ!（月曜日 - 木曜日 17:05 - 17:55）

#### ラジオのローカル枠
※無印は四国ブロック放送、★印は平日のみ愛媛県向けローカル。
※土日・祝日・年末年始は、終日四国ブロック放送のため愛媛県向けローカルなし。
※時間が余ったときには「おしらせ」と称した地域イベントやNHKからの告知を行う。
- 5:55（FMサイマル）
- 6:25
- 6:55（FMサイマル）
- 平日 7:20、土日祝日・年末年始 7:15（FMサイマル、NHKけさのニュース）
- 平日 7:50、日曜祝日・年末年始 7:55
- 9:55、ただし、日曜日は放送なし（「日曜討論」を放送）
- 10:55
- 11:50 ※国会中継の時は11:55★、土日祝日・年末年始 11:55（FMサイマル）
- 平日 12:15★、土日祝日・年末年始 12:10（FMサイマル）
- 13:55
- 14:55★
- 15:55（平日のみの放送）
- 16:55
- 17:55
- 18:50（FMサイマル）★
- 19:15（FMサイマル）（土日・祝日・年末年始「NHKきょうのニュース」）
- 19:55
- 21:55
- 22:55

#### 交通情報（ラジオ第1放送）
月 - 金曜日
- 7:58（祝日を除く）
- 11:50（FMでも放送、祝日を除く）
- 17:58（祝日、大相撲期間中を除く）
- 19:58（四国ブロック全域で放送。祝日を除く）

土曜日
- 7:57（四国ブロック全域で放送。祝日を除く）

## 過去の制作番組

### 総合テレビ
平日朝
- 四国グラフ
- テレビリポート（ - 1976年4月3日）
- リポート四国（1976年4月5日 - ）
- NHKニュースワイドえひめ（1980年4月7日 - 1988年4月1日）
- モーニングワイドえひめ（1988年4月4日 - 1993年4月2日）
- おはようえひめ（1993年4月5日 - 2020年9月25日）

平日午前
- まつやまハロースタジオ（1985年4月8日 - ）
- えひめくらしのスタジオ（ - 1998年3月）
- いよ路情報（1998年4月7日 - 2003年3月）
- ふれスタえひめ（2003年4月2日 - 2007年3月）
- えひめ おひるのたまご（2007年4月4日 - 2017年3月31日）
- 四国 おひるのクローバー（2017年4月3日 - 2020年3月13日、平日 11:30 - 12:00）[注釈 10]
- ひるどき四国（2020年3月30日 - 2025年3月14日）

平日昼
- えひめの話題

平日夕方
- 640えひめ（1976年4月5日 - ）
- えひめニューススタジオ
- 630えひめ（ - 1988年4月1日）
- イブニングネットワークえひめ（1988年4月4日 - 1996年3月29日）
- えひめイブニングニュース（1996年4月1日 - 1998年3月31日）
- 愛媛ダンランテレビ（1997年4月1日 - 1998年3月31日）
- NHKイブニングえひめ（1998年4月1日 - 2004年3月26日）
- てれごじ。（1999年4月1日 - ）
- だんだん5（ - 2004年3月26日）
- いよかんワイド（2004年3月29日 - 2011年4月1日）
- いよ×イチ（2011年4月4日 - 2016年4月1日）

金曜日
- 四国金曜リポート
- 四国金曜招待席
- 軽四キャンピングカーがゆく（不定期金曜日 19:30 - 19:55、再放送：不定期土曜日 10:55 - 11:20）

土曜日
- 土曜アルバム
- 土曜ワイド四国（ - 1993年4月3日）
- ずっとしこく（土曜日 12:40 - 12:45、再放送：日曜日 5:55 - 6:00・月曜日 23:35 - 23:40）

その他
- 四国経済展望
- 四国芸能ホール
- 素顔の四国
- アンクル四国
- とっておき四国（1994年4月16日 - ）
- 四国ふれあい紀行
- Discover四国 （金曜日 19:30 - 20:43、年10回放送）

### Eテレ
- 俳句王国がゆく（2012年4月8日 - 2021年2月28日）

### ラジオ第1放送
朝
- 愛媛のみなさんへ
- 四国のみなさんへ
- 四国おはようネットワーク（1993年4月5日 - 2019年3月30日）
- 四国防災ネットワーク（2019年4月1日 ‐ 2022年3月28日、毎週月曜日 7:40 - 7:50 ）

平日昼
- こんにちはラジオセンター ネットワーク四国

平日夕方
- ラジオまどんな（2016年4月4日 - 2023年3月9日、月曜日 - 木曜日）

金曜日
- 四国芸能アルバム
- 四国だ!ゴーゴー（2014年4月4日 - 2020年3月6日）

土曜日
- 四国ラジオ劇場
- 四国土曜サロン
- 土曜サロン四国（1991年4月8日 - ）
- サタデー四国

日曜日
- 話の広場（1972年4月 - ）

その他
- ミュージックアルバム

### FM放送
平日
- FMサロン
- 夕べのひととき
- FMゆうやけジョッキー（1993年4月5日 - 2011年3月24日）

2009年度まで月 - 金曜日を通してを18時から18:50に放送していた。2010年度は金曜のみこの枠をもともとNHK広島放送局が制作し、中国地方向けに制作していた「ゆうナビ!」を瀬戸内海ブロックネットと位置づけて、広島・松山で1週ごとの交互制作で放送したが、1年で終了し、瀬戸内海ブロックネットを含む夕方のローカル放送から完全撤退し、東京からのネット受け番組に変更された。
土曜日
- FMリクエストアワー

日曜日
- サンデーリクエスト

## アナウンサー・キャスター

### アナウンサー
- 氏名の後の*印は過去に松山放送局勤務経験あり。前任地が太字は初任地（松山放送局が2局目の任地）。
- 一部のアナウンサーおよびキャスターのプロフィールに同期のアナウンサー・松山放送局での勤務経験があるアナウンサー・一緒に勤務したことがあるアナウンサーやキャスターがコメントを寄せている。

| 氏名      | 前任地           | 主な担当番組                                                                                          | 備考         |
| --------- | ---------------- | --- | ------------ |
| 横井健吉  | 東京アナウンス室 | アナウンスグループ統括 （部長級・専任） 愛媛県・四国地方のニュース                                    | 管理業務主体 |
| 渡辺健太  | 東京アナウンス室 | ひめポン! （キャスター） 愛媛県・四国地方のニュース                                                   |              |
| 田中寛人* | 長野             | 四国らしんばん （キャスター） 愛媛県・四国地方のニュース                                              |              |
| 都倉悠太  | 鹿児島           | あさイチ （本部制作・四国地域中継リポーター） ギュッと!四国 （キャスター） 愛媛県・四国地方のニュース |              |
| 条谷有香  | 山口             | ひめDON! （キャスター） 四国らしんばん （キャスター） 愛媛県・四国地方のニュース                      |              |
| 星野圭介  | G-Media出向      | 各種スポーツ中継 愛媛県・四国地方のニュース                                                           |              |
| 田中朋樹  | 福島             | 各種スポーツ中継 愛媛県・四国地方のニュース                                                           |              |
| 永井克典* | 高知             | 各種スポーツ中継 愛媛県・四国地方のニュース                                                           | 松山市出身   |
| 荻山恭平* | 山口             | 愛媛県・四国地方のニュース                                                                            | 松山市出身   |
| 横林良純* | 和歌山           | 愛媛県・四国地方のニュース                                                                            |              |
| 鈴木聡彦  | 北九州           | 愛媛県・四国地方のニュース                                                                            |              |
| 堀井洋一  | 広島             | 愛媛県・四国地方のニュース                                                                            |              |

### キャスター
| 氏名           | 前任地                           | 主な担当番組                                         | 備考                       |
| ZK専属         | ZK専属                           | ZK専属                                               | ZK専属                     |
| -------------- | -------------------------------- | ---------------------------------------------------- | -------------------------- |
| 岸本南奈       | 富山 （契約キャスター）          | ひめゴジ! ホッと!四国                                |                            |
| 荒川紗希       | 青森 （契約キャスター）          | ひめポン! （サブキャスター）                         |                            |
| 瀧口菜々子     |                                  | ひめポン! （サブキャスター）                         |                            |
| 北野由美       | 四国地方のニュース （ラジオ）    | 松山市出身                                           |                            |
| 重橋秀香*      | 四国地方のニュース （ラジオ）    | 西予市出身                                           |                            |
| 水野智尋       |                                  | ひめポン! （スポーツキャスター）                     |                            |
| 井本千晶       | 松江 （契約キャスター）          | ひめポン! （リポーター） ギュッと!四国（キャスター） |                            |
| 大内菜々子     |                                  | ひめポン! （リポーター） ギュッと!四国（キャスター） | 松山市出身                 |
| 気象予報士     |                                  |                                                      |                            |
| 岡田桃子       |                                  | おはよう四国 ひめポン!645                            | ウェザーマップ所属         |
| 田中勇作       | ひめポン! ひめポン!845 ひめゴジ! |                                                      | ウェザーマップ所属         |
| 服部由佳       |                                  | おはよう四国 ギュッと!四国                           |                            |
| シニアスタッフ |                                  |                                                      |                            |
| 板倉卓人       | 元正職員アナウンサー             | 四国地方のニュース （ラジオ）                        | 愛媛県を終の棲家としている |
| 掛川雅夫*      | 元正職員アナウンサー             | 四国地方のニュース （ラジオ）                        | 松前町出身                 |

## 備考
- ブロック別ニュースポータルサイトの開設はNHKの拠点局の中では最も遅く、全拠点局の中で唯一、ブロック別ニュースポータルサイトのバナーが貼られていない。
- 2012年4月7日から2022年4月3日まで土曜・日曜・祝日・年末年始のローカルニュースはすべて四国ブロックの放送になり、高知・徳島・香川の各県域放送は原則平日のみの放送となっていた[注釈 11]。ただし、台風等の自然災害や日曜日については国政・県政関係の選挙の投票日の場合は各々の県域になることもある（4局とも県域になるケースもあれば特定の県だけ差し替えるケースもある）。2022年4月9日以降は土曜・日曜の18:45 - 19:00枠のみ各県ごとのローカルニュース（愛媛では『ひめポン!645』）となっている[注釈 12]。なお、祝日（日曜日を除く）や春の大型連休・お盆期間の土曜・日曜、年末年始は従来通り全時間帯で四国地方向け放送となるほか、ラジオは従来通り全時間帯で四国地方向け放送となっている。
- NHKの拠点局で唯一、平日（祝日を除く）の11:30から『テレビ体操』を、11:35から『NHKプレマップ』（いずれも東京からの裏送り）を放送していたが、2017年4月3日に『四国 おひるのクローバー』が11:30-12:00にスタートしたことで解消した。全国の気象情報では拠点局が所在する地域では唯一予報が非表示である[注釈 13]。
- NHKの拠点局で唯一、高校野球の地方大会のラジオ第1で放送を中断する11:50 - 12:15の対応がFMへのリレー放送となっている[注釈 14][注釈 15]。また全国大会で愛媛代表校が戦っている時に11時50分（土日の場合は11時55分）を回った場合、正午まで放送してから全国と愛媛県（又は四国）のニュースと気象情報を放送する為の中断に入る。
- アナログ放送については教育テレビの親局が2chの放送局で唯一総合テレビを9chを親局としていない放送局であり、総合テレビについては拠点局で唯一1～3chを親局としていない局でもあった。
- 全国のNHK各局と同じく朝の番組（『おはよう日本』や『あさイチ』など）で天気ループを表示しているが、デジタル放送では、『おはよう日本』内での表示に連動データ放送、『あさイチ』での表示にはアナログで使われているものと同一（2012年夏よりフォントのみ変更）のループと2種類を使い分けていた。これは、『あさイチ』内では一部の曜日で番組連動データ放送で双方向サービスなどを行っており、データ放送での天気ループ表示は技術的に難しいが、気象情報も生活に欠かせない情報だからというわけであり、アナログと同じループを『あさイチ』に限りデジタルでも使用していた。2014年度以降はデータ放送型を廃して、旧来の方式のものに統一している。
- NHKが拠点局を中心として全国各地に配備している取材用ヘリコプターが、拠点局では唯一配備されておらず、四国管内では高松局に配備されている[19]。
- 2016年9月1日から『らじる★らじる』を始める局（本局と札幌局、広島局、福岡局）で唯一、応援スポット動画を開始後の9月1日午前7時以降に制作した[注釈 16]。
- 工事のためラジオ第1放送またはFM放送の終夜放送を休止する場合は、君が代演奏前にリレーされる側の県下全中継所周波数を東から順に二度繰り返して案内する。

## 松山放送局管轄のNHK放送局
- NHK高知放送局
- NHK徳島放送局
- NHK高松放送局